# Vilamaior (Monterroso)
Vilamaior es una aldea española situada en la parroquia de Novelúa, del municipio de Monterroso, en la provincia de Lugo, Galicia.

## Historia
La iglesia fue construida en el año 1500.

## Demografía
| Gráfica de evolución demográfica de Vilamaior entre 2000 y 2019 |
|                                                                 |
| Datos según el nomenclátor publicado por el INE.                |

## Festividades
Celebra fiestas en honor a San José (19 de marzo) y a San Cristóbal (primer fin de semana de julio).